# تمييز على أساس السمات العقلية

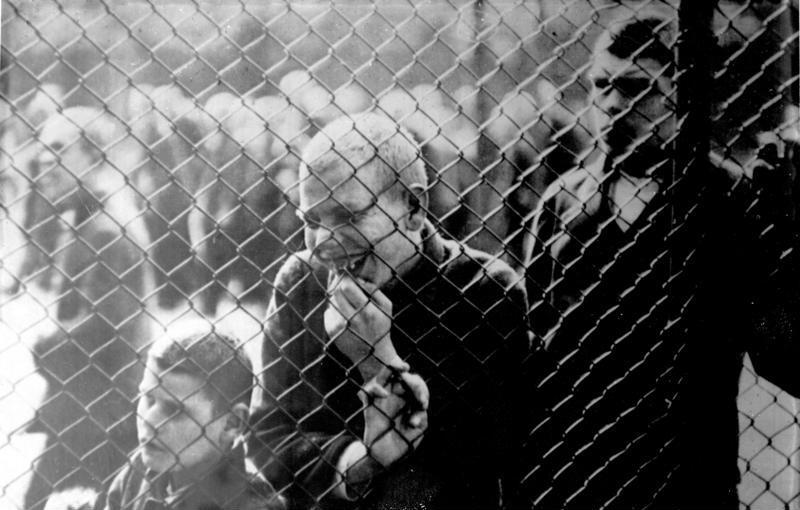

التمييز القائم على أساس السِمات العقلية للفرد Mentalism، هو أي شكل من أشكال التمييز أو ردَّات الفعل ضدَّ أشخاص نتيجة بعض الصفات العقلية أو الحالات الذهنية أو أي اضطراب إدراكي لديهم، من أهم هذه الحالات: التوحُّد، اضطرابات التعلُّم، الاكتئاب، الاضطراب ثنائي القطب، انفصام الشخصيَّة، التأتأة، الإعاقات الذهنيَّة وغيرها.
ينطوي التمييز على أساس السِمات العقلية مثله مثل الأنواع الأخرى من التمييز والعنصريَّة على أشكال متعدِّدة من الاضطهاد وعدم المساواة الاجتماعيَّة والإهانات الماديَّة والمعنويَّة وأي شكل آخر من أشكال التمييز، أحياناً تكون أشكال هذا التمييز واضحة وعلنيَّة كرفض الخدمات المُقدَّمة من قبلهم أو الحرمان من حقوق الإنسان الأساسيَّة، وأحياناً تقتصر على طريقة معاملة الأفراد من قبل عامة الناس والمؤسَّسات العامة وأخصائيي الصحة العقلية وحتى الأنظمة والقوانين التي قد تتضمَّن بعض المواقف السلبيَّة تجاه هذا الموضوع.
يستخدم مفهوم التمييز على أساس السِمات العقلية على نطاق واسع لوصف حالات كثيرة على الرغم من أنَّها قد تكون غير متماثلة أو متشابهة.

## أصل المصلح
صاغ الدكتور مورتون بيرنبوم مصطلح التمييز على أساس السِمات العقلية خلال أحد أعماله الذي يتحدث فيه عن إدوارد ستيفنس وهو مريض عقلي يتعرَّض لقضيَّة قانونيَّة في ستينات القرن الماضي، كان بيرنبوم طبيباً ومحامياً في مجال الصحة العقليَّة، ساعد مع آخرين في إنشاء حق دستوري لعلاج المرضى النفسيِّين إلى جانب ضمانات ضدَّ الاحتجاز القسري لهم، وفي عام 1980 عندما لاحظ أستاذ القانون في نيويورك مايكل بيرلين المصطلح الذي وضعه بيرنبوم بدأ باستخدامه ونشره على نطاق واسع.
أمَّا مصطلح mentalism فقد صاغته جودي تشامبرلين عام 1975 في كتابها «نظرة النساء للطب النفسي»، وأصبح المصطلح أكثر انتشاراً عندما استخدمته عام 1978 في كتابها «بدائل التحكُّم بالصحة النفسيَّة للمريض»، والذي أصبح لاحقاً الكتاب المرجعي لحركة الناجين من الأمراض النفسيَّة في الولايات المتحدة الأمريكية ، وهكذا بدأ الناس يتعرَّفون على نمط خاص في طريقة تعاملهم مع الأشخاص المُصابين باضطرابات أو حالات عقليَّة مُعيَّنة، بالإضافة للافتراضات التي يبدو أنَّ معظم الناس يحملونها بشأن المرضى العقليِّين السابقين منها مثلاً أنَّهم غير أكفَّاء وغير قادرين على تلبية احتياجاتهم الخاصَّة بأنفسهم وهم بحاجة للمساعدة والإشراف الدائم.

## التقسيم الاجتماعي
وفقاً للطبيب النفسي ومدير خدمات المجتمع في جامعة نيفادا كوني كالينوفسكي، واستشاري الصحة العقلية بات ريسير ، يمكن للتمييز على أساس السِمات العقليَّة أن يؤدي لتقسيم المجتمع إلى مجموعتين: الأولى تتمتَّع بالسلطة ويفترض أنَّها طبيعيَّة وسليمة وموثوقة وقادرة، والثانية مريضة ولا حول أو قوة لها وعنيفة ومصابة بمختلف أنواع الاضطرابات العقلية والنفسيَّة، وبناءً على هذا التقسيم يمكن تبرير معاملة المجموعة الثانية بأسلوب عنصري والتوقُّع أن يعيش أفرادها حياة فقيرة وبسيطة.
لهذا التقسيم نتائج مأساويَّة فهو يمنع الناس من التعاطف مع غيرهم أو التعامل معه بعدالة أو أن يحترموا وجهات نظرهم حتى، صحيحٌ أنَّ بعض الحالات العقلية يمكن لها أن تضعف الوعي والفهم بطرق مُعيَّنة في أوقات معيَّنة، ولكنَّ الافتراضات الفكريَّة المُسبقة قد تقود الآخرين للاعتقاد الخاطئ بأنَّهم يفهمون وضع الشخص واحتياجاته بشكلٍ أفضل ممَّا يفهم هو نفسه.
من جهتها أكَّدت حركة حقوق الإعاقة على المستوى الدولي أنَّها تصطدم بالعديد من التعقيدات، وأنَّ المنظمات المعنيَّة بالإعاقة لا تريد أن يُنظر للإعاقة على أنَّها عيب عقلي 
، في حين تنظر بعض المؤسَّسات الخيريَّة المُموَّلة من قبل الحكومات إلى هذه المسألة على أنَّها مُجرَّد اختلاف مواقف بين عامَّة الناس.

## المصطلحات السريريَّة
من المُمكن أن يكون التمييز على أساس السِمات العقليَّة مُكرَّساً بطرق خفيَّة ضمن المصطلحات السريريَّة المختلفة، بما في ذلك العبارات التشخيصيَّة الأساسيَّة التي تستخدم في الطب النفسي بما في ذلك تلك الموجودة في الدليل التشخيصي والإحصائي للاضطرابات النفسية DSM، والتصنيف الدولي للأمراض ICD، ولذلك من الطبيعي أن نجد الكثير من اللغط والجدل الدائر حول تحديد الشروط والمعايير التي يجب اتِّباعها لتخفيف الازدراء والدونيَّة الموجود في هذا السياق، وتسهيل فهم حقيقة الأشخاص وطبيعة قضاياهم، يعارض البعض العملية برُمَّتها لأنَّ وضع مثل هذه العلامات أو الإشارات غير مُبرَّر حتى وإن كان ضرورياً لأغراض سريريَّة أو إداريَّة، لأنَّ ذلك يشبه تماماً التبريرات التي يُقدِّمها الأشخاص الذين يُقدمون على استخدام الافتراءات العرقيَّة، أحياناً يتمُّ استخدام بعض المصطلحات السريريَّة لتشمل معاني أوسع وأعمق من تلك التي تستخدم عادةً بحيث يمكن لها أن تُخفي السياق الاجتماعي والإنساني لتجارب الناس، فمثلاً يمكن وصف الحبس الانفرادي بأنَّه «معاملة» بغض النظر عن المنفعة التي يُقدِّمها للشخص، وقد يُشار للأنشطة العادية مثل الاستماع للموسيقى والمشاركة في الأنشطة الرياضيَّة على أنَّها «علاج»، إنَّ كل أنواع الاستجابات السلوكيَّة يمكن افتراض أنَّها «أعراض» والتأثيرات الجانبية للأدوية على أنَّها «آثار جانبيَّة».
يركِّز ديفيد أوكس المدير السابق لحركة الناجين من الأمراض النفسيَّة التي تتخذ من الولايات المتحدة مقرَّاً لها على حقوق وحريَّات المرضى النفسيِّين، ويقول إنَّ الجميع يلاحظ أنَّ استخدام بعض المصطلحات مثل «مجنون» غير مُحبَّذ ويختار كثيرون عدم استخدامها بأي شكلٍ من الأشكال، ومع ذلك فهو يتساءل فيما إذا كان استخدام المصطلحات الطبيَّة مثل «مرضى عقليِّين» أو «المصابين بالاكتئاب» هو أكثر فائدة أو دلالة أو حتى بديل ممكن وجيد، أمَّا الكاتبة البريطانيَّة كلير ألين فقد لاحظت أنَّه حتى المصطلحات العاميَّة شائعة الانتشار والتي تستخدم في هذا السياق ليست دقيقة أو واضحة وفي كثيرٍ من الأحيان فهي تعادل العبارات العنصريَّة.

## إلقاء اللوم
أحياناً وبسبب التمييز القائم على أساس السِمات العقليَّة يتمُّ تفسير السلوك المرضي أو تطبيق العلاجات بطريقة غير مُبرِّرة، ووفقاً للنقَّاد إذا لم يوافق الشخص على أسلوب العلاج فقد يوصف بأنَّه غير متعاون أو مقاوم للعلاج، هذا على الرغم من أنَّ القضية قد تكون غير كافية لفهم الشخص وإطلاق الأحكام عليه، بالإضافة للآثار السلبيَّة المُحتملة للعلاج الدوائي، أو التطابق الضعيف بين العلاج ونمط حياة الشخص، أو حتى وصمة العار المرتبطة بالعلاج وعدم القبول الاجتماعي والثقافي له أو العديد من القضايا الأخرى.
قد يقود التمييز على أساس السِمات العقليَّة إلى أن يفترض الناس أنَّ الشخص المصاب لا يفهم ما يفعلونه أو يقولونه وأنَّه لا فائدة من التواصل معهم، على الرغم من حقيقة أنَّ هذا الشخص قد يكون لديه مستوى من الوعي والرغبة في التواصل حتى لو كان يتصرَّف بطريقة تبدو غير عقلانيَّة، ومن الأفكار المؤسفة أيضاً أنَّ أطباء الصحة العقليَّة وغيرهم يعتبرون المرضى الذين يتقبلون العلاج بهدوء ولا يُسبِّبون اضطراباً في المجتمع «جيِّدين» بغض النظر عن مدى تعاسة هؤلاء الأشخاص أو العجز الذي يتعرَّضون له نتيجة ذلك ، ومن جهة أخرى قد يلوم الأطباء المرضى الذين يُعارضون العلاج أو لا يتصرفون بطريقة جيَّدة بحسب اعتقادهم، ولكنَّ النُقَّاد يعتقدون أنَّ سبب ذلك في معظم الحالات هو المعاملة غير اللائقة وغير الحكيمة للمريض.

## الإهمال
ربطت العديد من الدراسات بين التمييز القائم على أساس السِمات العقلية وبين الإهمال في رصد التأثيرات الجانبيَّة الضارَّة للأدوية أو التدخلات الدوائية أو قبول هذه التأثيرات عند هؤلاء الأشخاص أكثر من الأشخاص الآخرين الطبيعيِّين، وقد تمَّت مقارنة هذه التصرُّفات مع سوء المعاملة القائمة على العنصريَّة بمختلف أشكالها، ومن أنواع الإهمال التي قد ترتبط بهذا النوع من التمييز أيضاً الفشل في التحقُّق من نتائج العلاج وعدم احترام تجارب الناس ومشاعرهم، وقد تؤدي العلاجات التي لا تدعم حق الاختيار وتقرير المصير إلى جعل الناس يعانون من الشعور بالعجز والألم واليأس والغضب، حتى أنَّ محاولات التكيُّف مع هذه العلاجات يمكن وصفها بالتمثيل أو التلاعب أو البحث عن إثارة الاهتمام فقط ، بالإضافة لذلك قد يؤدي هذا التمييز إلى تنبُّؤات ضعيفة بإنذار المرض ومستقبل المريض والتي يمكن أن تكون وجهة نظر متشائمة بشكلٍ مفرط دون الاعتماد على أي معطيات أو تجارب سريريَّة مُعتمدة، ويمكن أيضاً أن يكون منيعاً ضدَّ أي أدلة أو معلومات مخالفة، أحياناً تكون بعض مشاكل الصحَّة العقليَّة يمكن أن تنطوي على إعاقة كبيرة ويمكن أن يكون من الصعب للغاية التغلُّب عليها في المجتمع حتى أنَّ المرضى قد يفهمون أنَّه ليس لديهم أيُّ أمل حقيقي، إنَّ الأمل كما يُقال هو أساس الشفاء ولذلك يبدو واضحاً أهميَّة دعم المصابين بالحالات العقليَّة المختلفة.

## القانون
فيما يتعلَّق بالحماية القانونيَّة ضدَّ التمييز القائم على أساس السِمات العقليَّة يبدو أنَّ أغلب القوانين لا تستطيع التعامل معها بسهولة وفعاليَّة، لأنَّ ذلك وقبل كلِّ شيء يتطلَّب أن يُصرِّح الشخص بأنَّ لديه إعاقة أو أن يثبت بأنَّه يستوفي المعايير والشروط الخاصة بالمرض.
تستند القوانين تقليديَّاً إلى تعريفات فنيَّة وطبيَّة خاصَّة حول العقل والجنون، مع أنَّ هذه المفاهيم معروفة جيَّداً في المجتمع القانوني الأمريكي حيثُ تمَّت الإشارة إليها في ما يقارب من 300 مقالة قانونيَّة بين أعوام 1992 و2013، على الرغم من أنَّها ليست واضحة أو مفهومة في المجتمع الطبي بشكل أكيد
، وقد عرَّف أستاذ القانون في جامعة نيويورك مايكل بيرلين مفهوم النزعة العنصريَّة على أنَّها تحيُّز غير عقلاني يتجلَّى في المواقف الاجتماعيَّة السائدة للعنصريَّة والتعصُّب العِرقي والجنسي ونحوها ، ويشير بيرلين إلى أنَّ النزعة الحالية التي تسيطر على النظريات القانونية وممارستها بطرق غير مقبولة اجتماعيَّاً تستند أساساً للصورة النمطيَّة والخرافات المتعلقة بهذا الموضوع، وإنَّ آثارها المُدمِّرة ستؤدي لتشويه القانون المدني والقانون المؤسَّساتي، هذه المواقف غير العقلانيَّة تنتشر بين طلاب القانون سرَّاً وعلانية وتؤثِّر على المهارات التي تصيغ مهنة المحاماة مثل إجراء المقابلات والتحقيق والتفاوض والاستشارات ، هناك أيضاً تمييز مُنتشر على نطاق واسع بين هيئات المُحلَّفين وهو الأمر الذي يُظهر العداء والكراهيَّة والتحيُّز ضدَّ المُدَّعى عليهم حين تتعلَّق القضية بالدفاع عن المُصابين باضطرابات عقليَّة مختلفة، وكلُّ ذلك يعود بشكل أساسي بسبب الأفكار الخاطئة المُسبقة لديهم عن حالة هؤلاء الأشخاص ووضعهم، ويقترح بيرلين أنَّ الاتفاقيَّة الدولية لحقوق الأشخاص ذوي الإعاقة العقليَّة هي وثيقة ثوريَّة لحقوق الإنسان، وقد تكون أفضل وسيلة متوافرة لدينا لمواجهة هذا التمييز، أمَّا سوزان فريزر وهي محامية مُتخصِّصة في الدفاع عن الأشخاص الضعفاء في كندا فتعتقد أنَّ التسليم بهذا التمييز قائمٌ على الخوف من المجهول، ومُعزَّز بالصورة النمطية التي تُجرِّد الأفراد من إنسانيَّتهم، الأمر الذي يتسبَّب في فشل النظام القانوني في الدفاع بشكلٍ صحيح وعادل عن حقوق المرضى في رفضهم للأدوية التي يحتمل أن تكون ضارَّة، أو في التحقيق حول الوفيَّات التي تحدث في مستشفيات الأمراض النفسيَّة والمؤسَّسات الأخرى المُشابهة.